# Szczęśliwa dziewczyna
Szczęśliwa dziewczyna – muzyczna komedia filmowa z 1965 r., z Elvisem Presleyem w roli głównej. Jest to siedemnasty film w jego karierze.

## Obsada
- Elvis Presley jako Rusty Wells
- Shelley Fabares jako Valerie Frank
- Harold J. Stone jako Big Frank
- Gary Crosby jako Andy
- Joby Baker jako Wilbur
- Jimmy Hawkins jako doktor
- Nita Talbot jako Sunny Daze
- Mary Ann Mobley jako Deena Shepherd
- Fabrizio Mioni jako Romano Orlada
- Jackie Coogan jako sierżant Benson
- Chris Noel jako Betsy

## Fabuła
Muzyk Rusty Wells razem ze swoim zespołem, pracuje w jednym z chicagowskich nocnych klubów. Jego właścicielem jest Duży Frank, twardy i stanowczy człowiek. Jedyną słabością Dużego Franka jest jego córka, Valerie. Rusty i jego zespół przygotowują się do corocznej przerwy wielkanocnej, w czasie której wyjeżdżają na występy do Fort Lauderdale na Florydzie. Jednak Duży Frank chce, aby pozostali, więc przedłuża im kontrakt. Jego córka ze swoimi koleżankami też chce pojechać do Lauderdale, więc bezustannie nalega, by ojciec pozwolił jej spędzić Wielkanoc w tym słonecznym, ale i grzesznym mieście. Duży Frank w końcu jej ulega i pozwala jechać, a przy okazji, w tajemnicy przed nią, wysyła Rusty’ego i jego zespół, by jej pilnowali. Kiedy Rusty poznaje Deenę i próbuje spędzić z nią trochę czasu, zawsze wtedy musi ratować Valerie przed różnymi podrywaczami. Ta nadopiekuńczość Rusty’ego zaczyna ją zastanawiać.

## Produkcja
Większą część filmu nakręcono w czasie corocznych uroczystości na plażach Fort Lauderdale na Florydzie. Wykorzystując popularną wśród studentów miejscowego college’u przerwę wielkanocną, producent filmu Joe Pasternak, postanowił połączyć ze sobą jej charakterystyczne elementy, takie jak dziewczyny w bikini i szalone tańce z powstającym filmem.
Główne zdjęcia do filmu rozpoczęto 22 czerwca 1964 r. Wtedy też plan odwiedziło kilku znanych gości, w tym George Hamilton i jego dziewczyna Lynda Bird Johnson, córka prezydenta USA, Lyndona Johnsona. 23 czerwca rozpoczęto przygotowania do 55 urodzin „pułkownika” Toma Parkera, menedżera Elvisa, które obchodził 26 czerwca. Na przyjęciu pojawiło się wielu gości w tym m.in. aktor Nick Adams. Główne zdjęcia do filmu zakończono 3 sierpnia. 7 kwietnia 1965 r. film pojawił się w kinach w USA i zajął 25. miejsce wśród filmów roku, ścieżka dźwiękowa z kolei zajęła 8. miejsce w rankingach.
Po wystąpieniu w kilku muzycznych filmach i ciągłym graniu ról tego samego typu, Elvis zaczął czuć się tym znużony i poirytowany. Narzekał też na niekończące się przeciętne piosenki, które wypełniały każdą ścieżkę dźwiękową. Ponadto wyczerpująca praca przy filmie zwyczajnie go męczyła. Wyczuwając jego rozczarowanie, reżyser filmu, Boris Sagal postanowił go podbudować i zachęcić do dalszej pracy na planie. Zasugerował mu, by znalazł sobie wolny czas i zaczął studiować aktorstwo w Nowym Jorku, najlepiej w Actors Studio lub Neighborhood Playhouse. Powiedział mu też, że każdy aktor uczył się swojego rzemiosła, nawet tak wybitny jak Marlon Brando. Elvis zgodził się z tym i przyznał, że czeka na dzień, kiedy będzie mógł zagrać w filmie w którym nie będzie żadnej muzyki. Jednak Szczęśliwa dziewczyna nie była tym filmem. Był to rozrywkowy, typowo wakacyjny film muzyczny, w którym Elvis śpiewa 11 piosenek.